# 手実
手実（しゅじつ）とは、ある個人が手ずから実情を記して申告する文書のことで、通常は、養老令に規定のある手実、すなわち戸主がみずからの戸口について、姓名・年齢などの現状を記した、計帳手実を指す。
養老令の規定では、計帳作成の際、毎年6月30日までに各戸（戸主）から京国の官司に、戸口の構成・変動を詳記した帳簿としての手実が提出されることになっており、提出された計帳手実は京職や国司により、その年の現状に去年との異動などを加えて計帳に集約された。、遺存正税帳によると、「責計帳手実」を目的とする国司の部内巡行が実施されている。
現存する『正倉院文書』の中には、天平元年（729年）の近江国志何郡古市郷と、天平5年（733年）の右京三条一坊・右京八条一坊の計帳手実断簡が伝えられているが、提出者が戸主以外に、戸主母・嫡子・男、同戸外以外に、戸主の母親・嫡子・男、同戸外の人である例も見られる。また期限も規定通りには守られてはいない。
なお、造籍の場合は、手実提出について、令に明文が存在しないため、当時の法家においても、計帳依拠説と手実提出依拠説の対立があったようである。恐らく、1.籍年における計帳手実の提出、2.計帳作成、3.それによる造籍、という過程ではなかったか、と推察されている。
このほか、8世紀の写経事業において、写経生が仕事の出来高を報告したものも経師手実・校生手実などと呼称されている。